# Rava (sziget)
Rava egy sziget az Adriai-tengerben, Horvátországban, a Zárai szigetvilágban. Az ország egyik legkisebb lakott szigete. Közigazgatásilag Zára városához tartozik.

## Leírása
Rava szigete Dugi Otok és Iž között fekszik. Ižtől az Iži-csatorna, Dugi Otoktól a Ravai-csatorna választja el. A sziget északnyugat-délkeleti kiterjedésű, hosszúsága 4,8 km, legnagyobb szélessége 1,4 km, területe 3,6 km². Partvonalának hossza 16 km. Legmagasabb csúcsa a Babikovac (98 m). A sziget mészkőből épül fel. Nagyobb öblei: a Lokvina, a Marinica, a Paladinica és a Tanko. A képen sorrendben 1. Tanko, 2. Vališina, 3. Ivanoševica, 4. Pavajsko, 5. Pestehovac, 6. Dražice, 7. Golubovac, 8. Martinica, 9. Grbavač, 10. Grbačina, 11. Marnjica (Marinica), 12. Paladinjica (Paladinica), 13. Vićabok, 14. Lokvina 15. Za Grbicu. Növényzete alacsony cserjékből és magyaltölgyerdőkből áll.

## Gazdaság
A lakosság olajbogyót, szőlőt, szentjánoskenyeret termeszt, ezenkívül jelentős a halászat és az idegenforgalom. Zárával, Dugi Otokkal és Iž-zsel kompjáratok kötik össze.

## Népesség
Az egyetlen település Rava, mely a nyugati parton fekszik, és Velika Rava (Marinica-öböl), valamint Mala Rava (Lokvina-öböl) falucskákból áll. 2011-ben 108 lakosa volt.

## Története
A népesség nyomai a római kor előtti időkre nyúlnak vissza. Egy későbbi legenda szerint Ravában Dugi Otok lakói laktak. A szigetet a 13. században említik először, amikor a történeti források a zárai Raua családot is említik akiknek 1269-ben birtokuk volt itt. Egyes vélemények szerint a sziget róluk kapta a nevét, míg más vélemények szerint a sziget neve sokkal régebbi. A kelta „grava” szó sziklát, barlangot jelent. Ennek a családnak a szomszédos dugi szigeti Dragovén is volt birtoka a 14. században. Rava Nagyboldogasszony templomát és Cvitko nevű plébánosát 1391-ben említik először. 1460-ban azonban már a szintén dugi otoki Luka plébániájának volt alárendelve. Ezt erősíti meg az 1579-es egyházi vizitáció is amelyben az áll, hogy Raván a vasárnapi istentiszteletet és a szentségeket a lukai Szent István plébánia (“Sancti Stephani Vallis de Lucha”) szolgáltatja. Ravának csak 1613-ban lett önálló káplánja, ettől az évtől vezették anyakönyveit is. A mai plébániatemplomot 1629-ben építették. Az 1579-es vizitáció szerint Ravának 100 lakosa volt. Az 1603-as vizitációban 20 családot és 70 áldozót említenek, ami ismét mintegy 100 lakost jelentett. 1608-ban 154 lakosa volt. 1760-ban 24 család élt itt 176 fővel. 1857-ben 173, 1910-ben 400 lakosa volt. Iskoláját 1914-ben nyitották, de az 1990-es évek közepén bezárták. Az első világháborút követően előbb a Szerb-Horvát-Szlovén Királyság, majd Jugoszlávia része lett. Lakossága különösen az 1970-es években csökkent jelentősen, amikor a fiatalok közül sokan a nagyobb ipari városokba, Zárára és Fiumére költöztek, míg mások a könnyebb kenyérkereset reményében Amerikába, Ausztráliába vándoroltak ki. A ravaiak 1991. augusztus 17-én és 18-án ünnepelték a plébániatemplom fennállásának hatszázadik évfordulóját. Ez alkalomból Marijan Oblak zárai érsek a szomszédos plébániák papjaival tartott koncelebrációs mise keretében új templomi zászlót szentelt fel, amelyet a Raváról elszármazott kivándoroltak adományoztak a templomnak.